# Paradox 2: Jenseits der Ewigkeit
Paradox2: Jenseits der Ewigkeit ist ein Science-Fiction-Roman des deutschen Schriftstellers Phillip P. Peterson, welcher 2017 mithilfe der Self-Publishing-Plattform Books on Demand (BoD) veröffentlicht wurde. Der Roman beschreibt eine geplante Mission zur Umrundung des gesamten Universums zur Bestimmung von dessen globaler Topologie sowie dessen unerwarteten Verlaufes nachdem die Grenze des beobachtbaren Universums überschritten wird. Mit den Romanen Paradox: Am Abgrund der Ewigkeit und Paradox3: Ewigkeit bildet der Roman die Paradox-Trilogie. Der Erfolg des ersten Romans, wie etwa der dritten Platz beim Deutschen Science-Fiction-Preis im Jahr 2016 oder die Nominierung für den Kurd-Laßwitz-Preis im Jahr 2016, führten zu den beiden Fortsetzungen.

## Handlung
Nach der Zerstörung der Helios wachen alle vier Besatzungsmitglieder unerwartet wieder auf. David, Ed, Grace und Wendy erfahren von der außerirdischen künstlichen Intelligenz, welche für die Abschirmung sämtlicher Sterne in der Milchstraße verantwortlich ist, dass deren Bewusstseine vor ihrem Tod gescannt und mittels Quantenteleportation achtzig Millionen Lichtjahre weit zu einem Asteroiden am Rande ihres eigenen Einflussbereiches gesendet wurden. Dort befindet sich ebenfalls Albert Einstein, welcher als Botschafter der Außerirdischen erklärt, dass diese mit zurückgebliebenen Artefakten einer anderen Zivilisation einen überlichtschnellen Antrieb entwickelt haben und nun hunderte Missionen zur Umrundung des ganzen Universums vorbereitet haben. Deren Aufgabe soll die Bestimmung der globalen Topologie des inzwischen sterbenden Universums sein, sodass mit diesen Daten ein komplett neues Universum erschaffen werden kann. Alle nur aus Nanorobotern der künstlichen Intelligenz bestehenden Sonden sind dabei immer komplett verschwunden, weshalb für die Missionen hunderte organische Zivilisationen rekrutiert wurden, welche über Wurmlöcher gesteuert werden. David, Ed, Grace und Wendy bekommen dafür ein Duplikat der Helios, welches sie in Magellan umbenennen. Nach Abflug und Überquerung der Grenze des beobachtbaren Universums bewirkt eine unbekannte Kraft eine exponentielle Beschleunigung und Krümmungsmessungen zeigen, dass das ganze Universum vermutlich sogar unendlich groß ist. Albert Einstein zieht sich ungewöhnlich oft zurück, was erst Ed und dann David misstrauisch finden. Darüber hinaus beginnen David und Grace eine sexuelle Beziehung. Es stellt sich während des immer schneller verlaufenden Fluges heraus, dass das Universum ähnlich wie durch Kristallisation entstehende Weiss-Bezirke in Metallen ebenso aus unterschiedlichen Domänen besteht. Als sich in einer Domäne in einem Zustand vor dem Urknall herausstellt, dass sich ein Ereignishorizont um die Magellan bildet, soll dieser für einen gemeinsamen Suizid aufgelöst werden. Stattdessen bewirkt der Kontakt zwischen den verschiedenen Raumzeiten jedoch wie bei der Kristallisation durch einen Impfkeim einen Urknall und lässt ein neues Universum entstehen. Albert Einstein erklärt nun, nie ein Scan des echten Albert Einstein gewesen zu sein, sondern ein Verbund der außerirdischen Nanoroboter, welcher über das Wurmloch den Kontakt zum Rest hielt. Ziel der Mission sei es in Wahrheit gewesen, sowohl der Menschheit die Größe des Universums zu demonstrieren als auch ihr dann selbst eines zu schenken. Über das Wurmloch kommt die gesamte Besatzung schließlich zur Erde nur wenige Wochen nach ihrem Abflug zurück und sollen der Menschheit nun den Weg ins neue Universum weisen.

## Hintergrund
Phillip P. Peterson nennt im Nachwort des Romans als Grundlagen für die wissenschaftlichen Konzepte im Roman die Bücher Einsteins Spuk: Transportation und weitere Mysterien der Quantenphysik von Anton Zeilinger, Frontiers of Propulsion Science von Marc G. Mills, The Wraparound Universe von Jean-Pierre Luminet, Das mathematische Universum von Max Tegmark, Die Geburt des Kosmos von Alan Guth, Das Buch der Universen von John D. Barrow, Kinks and Domain Walls: An Introduction to Classical and Quantum Solitons von Tanmay Vachaspati, Zeitreisen in Einsteins Universum von J. Richard Gott und Einstein - His Life and Universe von Walter Isaacson.